# Killing Joke
Killing Joke es una banda de post-punk originaria del Reino Unido formada en 1978 en Notting Hill, Londres, Inglaterra. Es considerada una banda innovadora e influyente, principalmente para bandas nacidas en los años 80 y 90 como Nirvana, Godflesh, Ministry, Nine Inch Nails, Big Black, Prong, Rammstein, Helmet, Soundgarden, Metallica, Foo Fighters, Amebix, Faith No More, entre otros. También son considerados por muchos una referencia importante en la creación del movimiento de la música industrial, principalmente por el sonido desarrollado en sus primeros dos discos. 
Los integrantes que han permanecido siempre en la banda desde su formación, y que se pueden considerar pilares de la misma, son el cantante y teclista Jaz Coleman y el guitarrista Geordie Walker; los bajistas han variado pero la base siempre -en diferentes épocas- ha sido tanto el bajista original Youth (Martin Glover) como Paul Raven. Su música se caracteriza por el sonido hipnótico y metálico-armónico de las guitarras; por los ritmos pesados, tribales y bailables, así como por el sonido de fondo oscuro y gótico de los teclados; todo esto acompañando la emotiva voz de Jaz Coleman, que va de suave y meláncólica hasta puntos de brutal intensidad.
Sus producciones siempre han mostrado una constante evolución en su sonido, pero igualmente siempre han mantenido un sello distintivo y único. Partieron de una mezcla de post-punk y dub-reggae en sus inicios (en sus sencillos de finales de los 70). Después pasaron por una etapa tribal, proto-industrial metal-post-punk (inicios de los 80). Gradualmente se alejaron de los sonidos "industriales" para pasar a ambientes más armónicos, que remiten a un sonido mezcla de New Wave con Rock Progresivo (última mitad de los 80). En los 90 la banda transformó radicalmente su sonido, tornándose en una tormenta energética que incluyó guitarras más distorsionadas, fusionadas con bases de teclados que remitían de nuevo a un ambiente industrial y techno pero mucho más agresivo que en sus inicios. Desde entonces han mantenido un estilo fuerte, rítmico y combativo basado en un sonido orientado un tanto al heavy metal con espíritu punk.

## Discografía

### Álbumes
- 1980 - Killing Joke
- 1981 - What's THIS For...!
- 1982 - Revelations
- 1983 - Fire Dances
- 1985 - Night Time
- 1986 - Brighter than a Thousand Suns
- 1988 - Outside the Gate
- 1989 - The Courtauld Talks
- 1990 - Extremities, Dirt & Various Repressed Emotions
- 1994 - Pandemonium
- 1996 - Democracy
- 2003 - Killing Joke
- 2006 - Hosannas from the Basements of Hell
- 2010 - Absolute Dissent
- 2012 - MMXII
- 2015 - Pylon

### Sencillos y EP
- Turn to Red EP 10" (Oct 1979)
- Nervous System 7" 12" (Dic 1979)
- Wardance/Pѕyche 7" (Mar 1980)
- Requiem/Change 7" 12" (Oct 1980)
- Follow the Leaders/Tension 7" 10" (May 1981) – UK #55
- Empire Song/Brilliant 7" (Mar 1982) – UK #43
- Chop Chop/Good Samaritan 7" (Jun 1982)
- Birds of a Feather/Sun Goes Down/Flock the B side 7" 12" (Oct 1982) – UK #64
- Let's All Go/Dominator 7" 12" (Jun 1983) – UK #51
- Me or You/Wilful Days 7" 12" (Oct 1983) – UK #57
- Eighties/Eighties Common Mix 7" 12" (Abr 1984) – UK #60
- A New Day/Dance Day 7" 12" (Jul 1984) – UK #56
- Love Like Blood/Blue Feather 7" 12" (Feb 1985) – UK #16, Germany #24
- Kings & Queens/The Madding Crowd 7" 12" (Mar 1985) – UK #58
- Adorations/Exile 7" 12" (Ago 1986) – UK #42
- Sanity/Goodbye to the Village 7" 12" (Oct 1986) – UK #70
- America/Jihad 7" 12" (Abr 1988) – UK #77
- My Love of This Land/Darkness Before Dawn 7" 12" (Jul 1988) – UK #89
- Money is Not Our God CD 12" (1991)
- Change: The Youth Mixes CD (1992)
- Exorcism CD 10" (1994)
- Millennium CD 7" 12" (May 1994) – UK #34
- Pandemonium CD (Jul 1994) – UK #28
- Pandemonium in Dub CD (Jul 1994)
- Jana CD (Feb 1995) – UK #54
- Jana Live EP (Feb 1995)
- Jana/Millennium CD doble (1995)
- Democracy CD (Mar 1996) – UK #39
- Democracy dif. Mix CD (Mar 1996)
- Love Like Blood/Intellect (Mar 1998)
- Loose Cannon 12" CD DVD (Jul 2003) – UK #25
- Seeing Red CD (2003)
- Hosannas from the Basement of Hell/Afterburner/Universe B CD (Abr 2006) – UK #74
- Hosannas from the Basement of Hell/Afterburner (Alternate Vers.) Limited 7" (Abr 2006)

### Álbumes en directo
- Ha! EP de 10 pulgadas en directo (1982)
- BBC In Concert (1996)
- No Way Out But Forward Go (2001)
- XXV Gathering: Let Us Prey (live, 2005)

### Recopilaciones
- An Incomplete Collection 1980-1985 (1990)
- Laugh? I Nearly Bought One! (1992)
- Wilful Days (1995)
- Alchemy: The Remixes (Remix Album) (1996)
- Wardance (Remix Album) (1998)
- The Unperverted Pantomime? (2003)
- Chaos for Breakfast (2004)
- For Beginners (2004)
- Inside Extremities: Mixes, Rehearsals and Live (2007)
- Bootleg Vinyl Archive Vol. 1 (2007)
- Bootleg Vinyl Archive Vol. 2 (2007)

- Datos: Q250421
- Multimedia: Killing Joke / Q250421